# مينداناو
مندناو أو (نقحرة: مينداناو) هي ثاني أكبر الجزر في الفلبين وهي أيضاً اسم أرخبيل الجزر الجنوبية للفليبين. تشكل مع كل من لوسون (مجموعة الجزر الشمالية) بيساية (مجموعة الجزر الوسطى) ما يُعرف بأرخبيل الفليبين. تبلغ مساحتها حوالي 140 ألف كم2 وتتبعها 500 جزيرة لا تتجاوز مساحة الواحدة منها 2.6 كم2. ويتكلم سكان مندناو لغة المَرناو وهي الغالبة في الجزيرة تكتب باللغة العربية وتتضمن ألفاظا عربية كثيرة.

## السكان
غالبية سكان الجزيرة هم من نسل الإندونيسيين والماليزيين والهنود والعرب والصينيين والكوريين واليابانيين والأوروبيين والأمريكيين
عدد سكان مندناو يبلغ 21,968,174 نسمة ويُألف المسيحيين نسبة 60% تقريبا فيما تبلغ نسبة المسلمين 24%، وتتوزع النسبة الباقية بين البوذية والهندوسية والملحدين وديانات محلية أخرى.

## السياحة
تتميز مينداناو بطبيعتها الخلابة وتنوع معالمها السياحية، أبرزها بحيرة لاناو التي تعد أكبر بحيرة في المنطقة وثانية أكبر بحيرة في الفلبين، وبحيرة داباو، كما تشتهر بالمناطق الجبلية مثل جبال كاميلو وجبال داوات، والأسواق التقليدية في داباو، مما يجعلها وجهة سياحية متكاملة لمحبي الطبيعة والثقافة.

## جزر سولو
مقاطعة ذات أغلبية مسلمة تحكم ذاتيا، تعاني من ضغط الحكومة المركزية وتتصاعد فيها أعمال العنف بين فترة وأخرى مما يؤثر على السكان الأبرياء.

## أعلام
- جيمس إتش دايموند
- مينيو هيغاشي